# Banjar Agung (Limau)
Banjar Agung is een bestuurslaag in het regentschap Tanggamus van de provincie Lampung, Indonesië. Banjar Agung telt 1283 inwoners (volkstelling 2010).